# Kazachstan na Mistrzostwach Świata w Lekkoatletyce 2017
Kazachstan na Mistrzostwach Świata w Lekkoatletyce 2017 – reprezentacja Kazachstanu podczas mistrzostw świata w Londynie liczyła 12 zawodników, którzy zdobyli 1 medal.

## Zdobyte medale
| Medal | Zawodnik      | Konkurencja | Rezultat | Data       |
| ----- | ------------- | ----------- | -------- | ---------- |
| brąz  | Olga Rypakowa | trójskok    | 14,77    | 7 sierpnia |

## Skład reprezentacji
Mężczyźni
| Zawodnik        | Konkurencja   | Finał    | Finał   |
| Zawodnik        | Konkurencja   | Rezultat | Pozycja |
| --------------- | ------------- | -------- | ------- |
| Gieorgij Szejko | chód na 20 km | 1:23:11  | 36.     |

Kobiety
| Zawodniczka                                                               | Konkurencja        | Eliminacje | Eliminacje | Półfinał | Półfinał | Finał    | Finał   |
| Zawodniczka                                                               | Konkurencja        | Rezultat   | Pozycja    | Rezultat | Pozycja  | Rezultat | Pozycja |
| ------------------------------------------------------------------------- | ------------------ | ---------- | ---------- | -------- | -------- | -------- | ------- |
| Wiktorija Ziabkina                                                        | bieg na 200 metrów | 23,66      | 32.        | NQ       | NQ       | NQ       | NQ      |
| Jelena Nanaziaszwili                                                      | maraton            | —          | —          | —        | —        | 2:58:32  | 73.     |
| Rima Kaszafutdinowa Wiktorija Ziabkina Swietłana Golendowa Olga Safronowa | sztafeta 4 × 100 m | 45,27      | 13.        | —        | —        | NQ       | NQ      |
| Diana Ajdosowa                                                            | chód na 20 km      | —          | —          | —        | —        | 1:38:16  | 47.     |
| Polina Riepina                                                            | chód na 20 km      | —          | —          | —        | —        | 1:39:56  | 50.     |
| Regina Rykowa                                                             | chód na 20 km      | —          | —          | —        | —        | 1:41:59  | 52.     |

| Zawodniczka         | Konkurencja | Kwalifikacje | Kwalifikacje | Finał | Finał   |
| Zawodniczka         | Konkurencja | Wynik        | Pozycja      | Wynik | Pozycja |
| ------------------- | ----------- | ------------ | ------------ | ----- | ------- |
| Marija Owczinnikowa | trójskok    | 13,18        | 26.          | NQ    | NQ      |
| Olga Rypakowa       | trójskok    | 14,57        | 1. Q         | 14,77 | brąz    |